# Tỉnh (Ai Cập)
Tỉnh của Ai Cập là cấp hành chính địa phương cao nhất của nước này. Tiếng Ả Rập gọi tỉnh là muḥāfaẓä (محافظة). Tỉnh trưởng do tổng thống Ai Cập bổ nhiệm. Các tỉnh được chia thành các khu. Riêng Cairo và Alexandria thì chia thành các quận. Hiện, Ai Cập có 26 tỉnh.
Sau đây là danh sách các tỉnh của Ai Cập cùng diện tích, dân số và thành phố tỉnh lỵ.
| Số thứ tự trên bản đồ | Tỉnh             | Diện tích (km²) | Dân số (2020) | Tỉnh lỵ        |
| --------------------- | ---------------- | --------------- | ------------- | -------------- |
| 7                     | Dakahlia         | 3.470           | 5.350.800     | Mansura        |
| 22                    | El Bahr El Ahmar | 200.710         | 481.330       | Hurghada       |
| 4                     | Beheira          | 10.130          | 4.906.930     | Damanhur       |
| 9                     | Faiyum           | 2.200           | 2.512.840     | Faiyum         |
| 10                    | Gharbia          | 1.950           | 4.010.510     | Tanta          |
| 1                     | Alexandria       | 2.900           | 5.013.000     | Alexandria     |
| 12                    | Ismailia         | 1.630           | 1.242.680     | Ismailia       |
| 11                    | Giza             | 85.153          | 6.378.870     | Giza           |
| 16                    | Monufia          | 1.530           | 3.270.400     | Shibin el-Kom  |
| 15                    | Minya            | 32.290          | 4.379.360     | Minya          |
| 6                     | Cairo            | 3.080           | 9.250.000     | Cairo          |
| 20                    | Qalyubia         | 1.370           | 4.237.000     | Banha          |
| 17                    | Al Wadi al Jadid | 376.500         | 382.120       | Kharga         |
| 23                    | Sharqia          | 4.180           | 5.340.060     | Zagazig        |
| 26                    | Suez             | 17.840          | 1.835.140     | Suez           |
| 2                     | Aswan            | 36.680          | 1.773.430     | Aswan          |
| 3                     | Asyut            | 12.110          | 3.861.110     | Asyut          |
| 5                     | Beni Suef        | 1.350           | 2.337.800     | Beni Suef      |
| 19                    | Port Said        | 1.060           | 907.340       | Port Said      |
| 8                     | Damietta         | 970             | 1.140.670     | Damietta       |
| 25                    | Nam Sinai        | 33.140          | 315.880       | el-Tor         |
| 13                    | Kafr el-Sheikh   | 3.440           | 2.630.000     | Kafr el-Sheikh |
| 14                    | Matruh           | 208.230         | 557.820       | Mersa Matruh   |
| 21                    | Qena             | 2.010           | 3.001.490     | Qena           |
| 18                    | Bắc Sinai        | 27.570          | 643.100       | Arish          |
| 24                    | Sohag            | 5.810           | 3.920.230     | Sohag          |
| 27                    | Luxos            | 416             |               | Luxor          |